# Bisdom Greensburg
Het bisdom Greensburg (Latijn: Dioecesis Greensburgensis) is een rooms-katholiek bisdom met als zetel Greensburg, in de Amerikaanse staat Pennsylvania. Het bisdom is suffragaan aan het aartsbisdom Philadelphia. 

## Geschiedenis
Het bisdom werd opgericht op 10 maart 1951, uit delen van het bisdom Pittsburgh.  

## Parochies
Het bisdom had in 2021 een oppervlakte van 8.632 km2 en telde 666.325 inwoners waarvan 20,3% rooms-katholiek was.

## Bisschoppen
- Hugh Louis Lamb (28 mei  1951 - 8 december 1959)
- William Graham Connare (23 februari 1960 - 20 januari 1987; apostolisch administrator tot 30 juni 1987)
  - Norbert Felix Gaughan (hulpbisschop: 2 april 1975 - 24 juli 1984)
- Anthony Gerard Bosco (2 april 1987 - 2 januari 2004)
- Lawrence Eugene Brandt (2 januari 2004 - 24 april 2015)
- Edward Charles Malesic (24 april 2015 - 16 juli 2020)
- Larry James Kulick (18 december 2020 - heden; apostolisch administrator sinds 15 september 2020)

## Galerij van afbeeldingen

Wapen van het bisdom
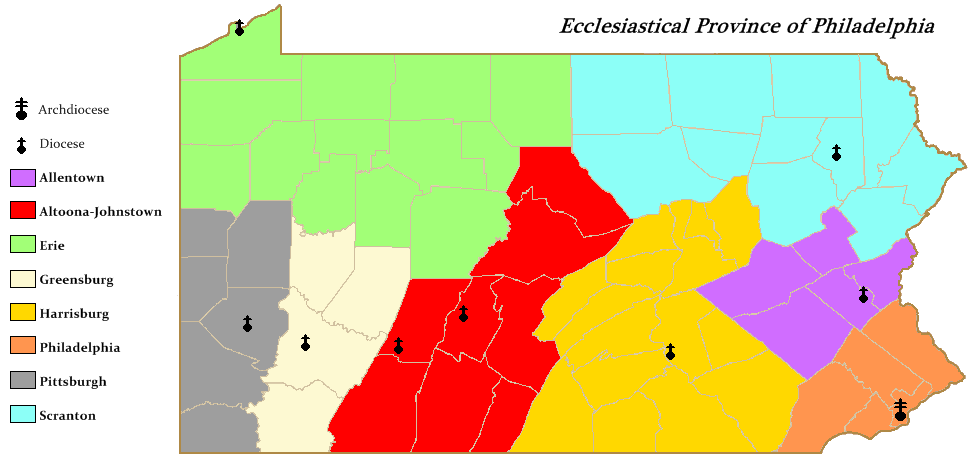
Kerkprovincie met aartsbisdom en suffragane bisdommen
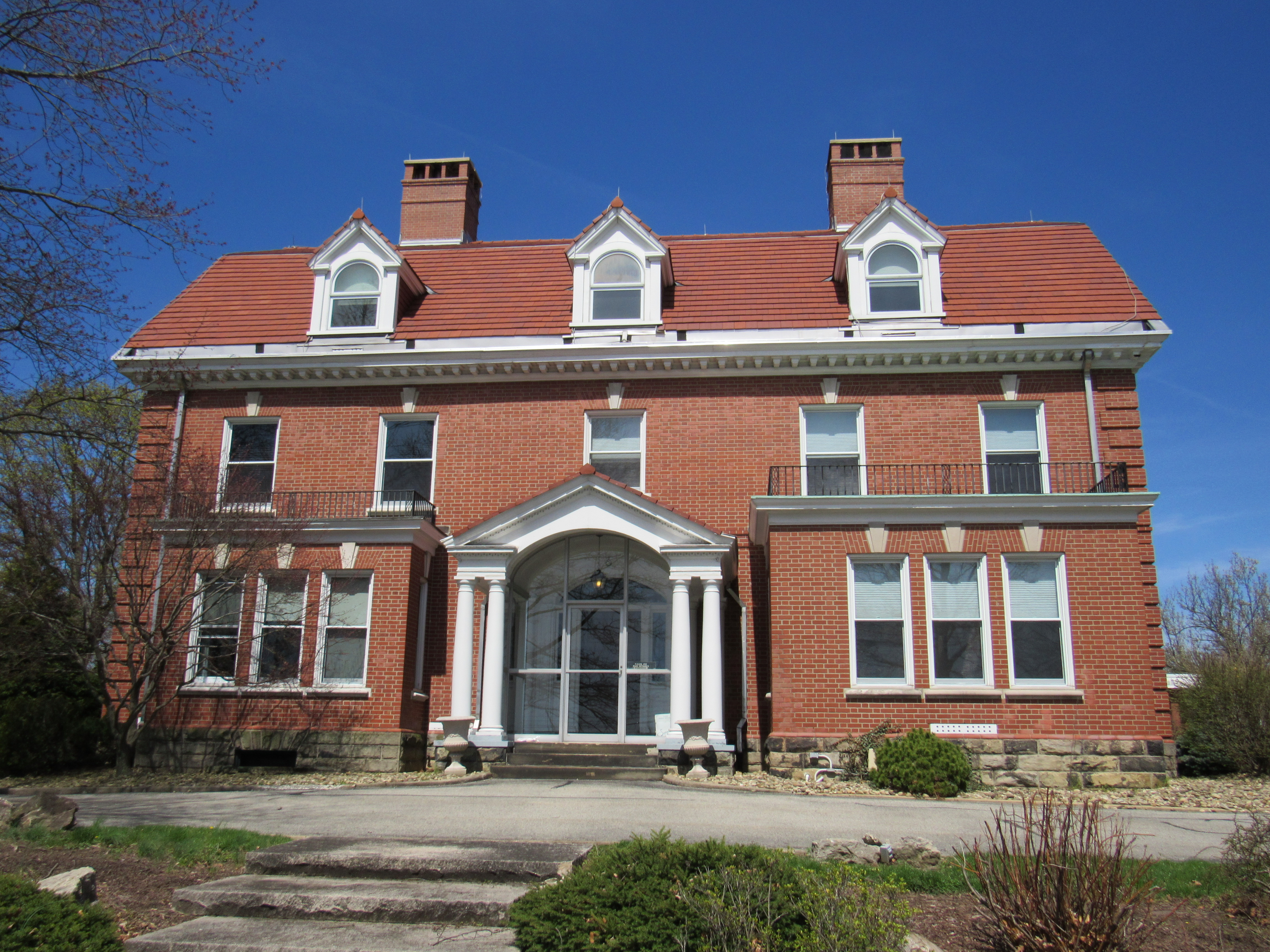
Pastoraal centrum

Philadelphia (aartsbisdom) · Allentown · Altoona-Johnstown · Erie · Greensburg · Harrisburg · Pittsburgh · Scranton
Voormalig: Allegheny